# Cernotina sinosa
Cernotina sinosa là một loài Trichoptera trong họ Polycentropodidae. Chúng phân bố ở vùng Tân nhiệt đới.